# 吳中 (景泰進士)
吳中（1419年—1493年），字時中，江西饒州府樂平縣懷義鄉煙竹林人，明朝政治人物。同進士出身。

## 生平
景泰元年（1450年）庚午科江西鄉試第一百三十六名。景泰五年（1454年）甲戌科會試第九十八名，殿試登進士第三甲第九十八名，授清流知县。丁外艰歸，服闋，改知东莞，才名藉甚。成化二年（1466年）升廣東惠州府知府，都御史韩雍镇守两广时，受其赏识，推举調任廣州府知府。丁内艰歸，服闋，改廣西梧州道副使，满九载，成化十七年（1481年）正月升貴州右參政，二十二年九月升本司左布政使，弘治元年（1488年）考察去職。弘治六年卒，享年七十五。

## 家族
曾祖父吳國賓。祖父吳世材。父亲吳堂，字允升，永乐十九年辛丑進士。母王氏。一子吳珏，援例拜饶州守御千戸所正千戸。